# Rymanów-Zdrój

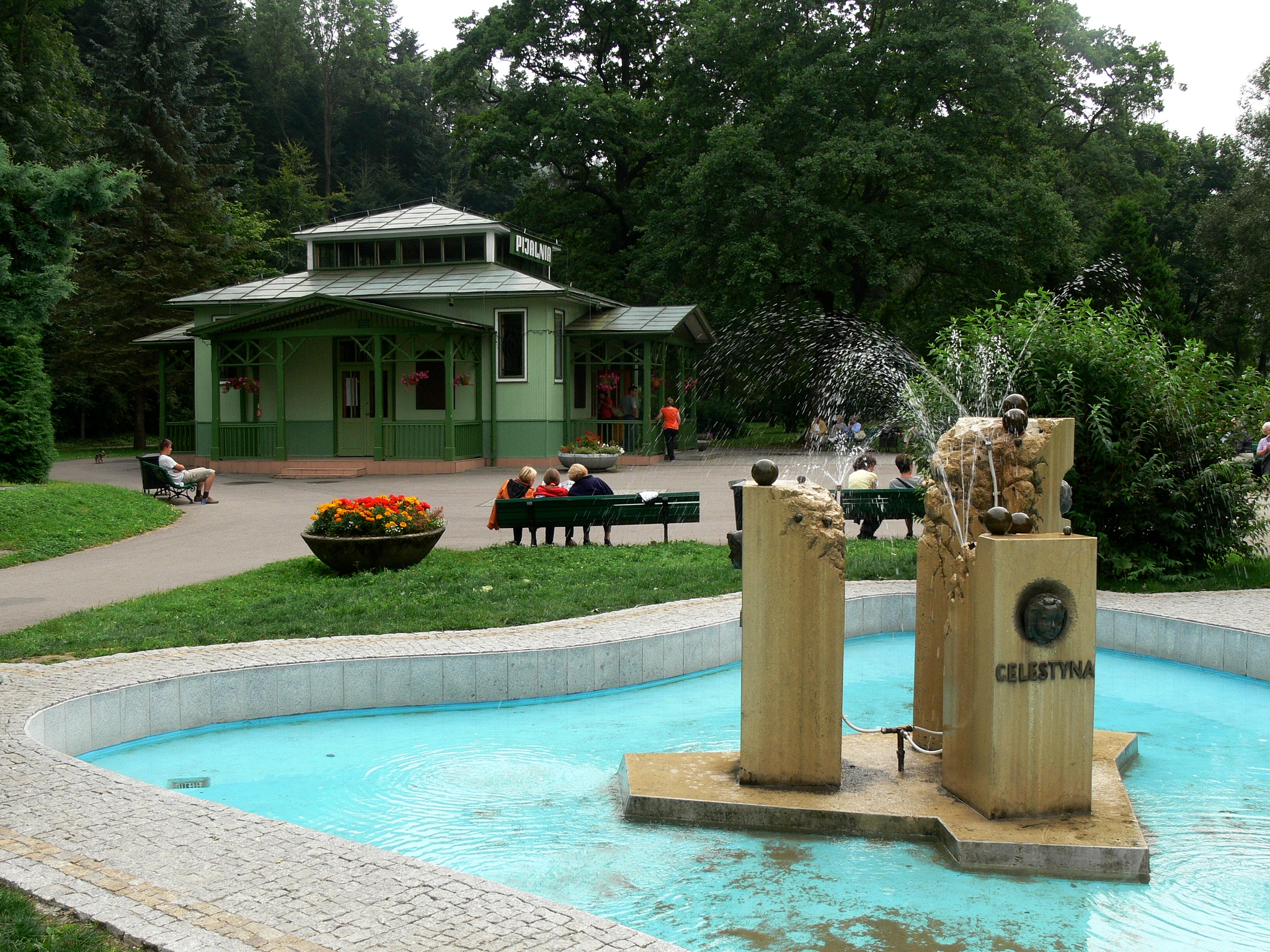
Trinkhalle mit Brunnen im Kurpark

Rymanów-Zdrój ist ein Stadtbezirk von Rymanów in der Gemeinde Rymanów, Woiwodschaft Karpatenvorland in Polen.
Die Kurvorstadt liegt am Fluss Tabor in den Niederen Beskiden, etwa zwei Kilometer südlich der Stadt. Der Kurpark wurde in den 1870er Jahren von der Magnatenfamilie Potocki angelegt.

## Persönlichkeiten
- Kaja Rysz (* 1999), Radrennfahrerin